# Creo en mí (álbum)
Creo en mí es una producción discográfica de la cantautora española Natalia Jiménez, el cual es su segundo álbum en solitario y el 9.º que graba en su carrera. Natalia ha grabado sencillos musicales con grandes artistas reconocidos mundialmente como Franco de Vita y Ricky Martin entre otros muchos. Se lanzó al mercado mundial el 17 de marzo de 2015 bajo el sello discográfico Sony Music Latin. Diez de los once temas están escritos por Natalia Jiménez junto con otros autores y cuenta con los sencillos "Creo en mi" y "Quédate con ella" lanzados previamente en 2014. El LP posee solo una edición estándar, la artista decidió no lanzar una versión "De lujo". 
Debutó en la segunda posición en el Top Latin Albums de Billboard con cuatro mil copias vendidas en su primera semana y permaneció durante nueve semanas en el Top 10 de dicho chart. Durante tres semanas el álbum permaneció en la primera posición entre los discos más vendidos de Puerto Rico. No obstante, no tuvo este éxito en España y México, países en los que en el pasado alcanzó un gran éxito con su grupo La Quinta Estación. 
El primer sencillo, "Creo en mí", fue lanzado el 30 de mayo de 2014 y lo interpretó por primera vez durante la emisión de la segunda temporada de La Voz Kids mientras que el vídeo oficial fue lanzado el 20 de agosto del mismo año. Actualmente el vídeo cuenta con más de 182 millones de visitas en YouTube. El segundo sencillo "Quédate con ella" es una canción con un toque mexicano, se lanzó el 20 de octubre de 2014. "Algo brilla en mí" fue el tercer sencillo y en julio de 2015 se lanzó un remix de la canción con la colaboración de Maluma. Solo el primer sencillo, Creo en mí, tuvo vídeoclip.

## Lista de canciones
| Creo en mí |                          |          |  |
| N.º        | Título                   | Duración |  |
| 1.         | «Creo en mí»             |          |  |
| 2.         | «Quédate con ella»       |          |  |
| 3.         | «Tú no me quieres más»   |          |  |
| 4.         | «Escapar»                |          |  |
| 5.         | «Un corazón se rompe»    |          |  |
| 6.         | «Algo brilla en mí»      |          |  |
| 7.         | «Ángeles caídos»         |          |  |
| 8.         | «Sólo tú me haces feliz» |          |  |
| 9.         | «Te esperaré»            |          |  |
| 10.        | «Mariposas»              |          |  |
| 11.        | «Tú y yo»                |          |  |

## Posicionamiento
| Listas (2015)                     | Posición |
| --------------------------------- | -------- |
| U.S. Billboard Top Latin Albums   | 2        |
| U.S. Billboard Latin Pop Albums   | 2        |
| U.S. Billboard 200                | 157      |
| Mexican Albums Chart (Amoprofon)  | 54       |
| Spanish Albums Chart (Promusicae) | 73       |
| AMPROFON                          | 30 000   |

- Datos: Q20014280